# Mélisande de Bonis
Pour l’article homonyme, voir Mélisande.
Mélisande, op. 109, est une œuvre de la compositrice Mel Bonis, datant de 1922.

## Composition
Mel Bonis compose Mélisande pour piano en 1922. L'œuvre, dédiée « À Paul Locard » existe sous deux formats manuscrits dont un porte la mention « édité chez Leduc ». Elle est publiée aux éditions Leduc en 1925, puis est rééditée chez Eschig en 1971, chez Lemoine en 1995 et sous le titre Femmes de légende, chez Furore en 2004. Dans le catalogue de ses œuvres, Mel Bonis a écrit, en marge, « ma préférée ».

## Analyse
Mélisande est une des neufs pièces de la compositrice qui donne la part belle aux destins extraordinaires avec Le Songe de Cléopâtre, Ophélie, Viviane, Phœbé, Salomé, Omphale, Écho et Desdemona. L'œuvre demande des exigences techniques assez poussées, et elle évoque, par son titre et son esthétique, une œuvre proche du symbolisme. De fait, elle s'inspire du personnage du poète Maurice Maeterlinck. 
Mélisande est une œuvre tardive dont la compositrice se montrait particulièrement fière. Elle présente une écriture fluide tout en exploitant des moyens différents de ceux de Phœbe. Mel Bonis a notamment noté, dans son catalogue manuscrit « mon préféré » à côté du titre de la pièce. La texture de la pièce peut s'analyser comme une mélodie accompagnée, mais elle diffère de la cantilène de Desdemona. Ici, la ligne supérieure est constamment fragmentée en courts fragments, très expressifs, mais aux idées peu caractérisées sur le plan motivique, obéissant souvent à un cheminement capricieux. Ce parcours sinueux résulte soit de changements de tessiture, soit de multiples variations de tempo. On trouve une allusion à l'œuvre « Reflets dans l'eau », des Images de Claude Debussy, qui est dans la même tonalité de ré bémol majeur. Dans les deux pièces, une figure arpégée amenée au gré d'un soudain changement de texture s'élance vers l'aigu, sans support du registre grave, passant d'une main à l'autre et décrivant un large arc de cercle avant de revenir à son point de départ. Cet arc de cercle est fondé sur un accord basé sur la gamme par ton de do, cependant incomplète. 
Selon François de Médicis, si la compositrice a cherché à dessiner le portrait de Mélisande, elle a bien saisi le caractère délicat et évanescent de la jeune femme, son humeur changeante et imprévisible. Cette imprévisibilité touche également les symboles et attributs dont Maurice Maeterlinck entoure la jeune femme, comme son abondante chevelure, l'eau ou les colombes. La courbe mélodique de la citation de Debussy suggère que Mélisande lance sa bague trois fois dans les airs, puis le grand trait plongeant ensuite dans le grave évoque la chute de l'anneau. Après une pause, la musique reprend dans un esprit différent de ce qui précède, avec un nouveau matériau situé dans un registre plus grave. Ces mesures pourraient donner à entendre la réponse de Pelléas lorsque Mélisande lui demande « Qu'allons-nous dire à Golaud s'il demande où il est ? ».
Le passage solennel des dernières mesures rappelle la fin du premier mouvement du Quatuor avec piano no 2. Les deux œuvres ont été composées à la même époque, elles sont en tout cas publiées à deux années d'écart.

## Réception
L'œuvre est jouée pour la première fois le 26 février 1927, lors d'un concert organisé par la compositrice elle-même. Le concert a lieu à la salle de musique du Conservatoire de Paris. C'est Mel Bonis qui est l'autrice de l'essentiel du programme. On entend, notamment son Quatuor avec piano no 2, sa Suite pour violon et piano, Salomé, Mélisande, sa Sévillana et son Rigaudon. Cependant, aucun Rigaudon n'a été conservé parmi les œuvres de la compositrice et on peut supposer qu'il s'agit d'une erreur de transcription du programme, puisqu'il y avait aussi le Rigaudon de Maurice Ravel. On trouve aussi des œuvres de Georges Migot, Henri Duparc, Gabriel Fauré et Alexandre Glazounov,. L'œuvre a vraisemblablement été jouée par M. Moreau-Leroy. 
La Fantaisie a été jouée, sous sa forme pour septuor, au château de Morsbroich, à Leverkusen, en 1998, en coopération avec la Société franco-allemande.
Après avoir pris connaissance de la pièce, Gabriel Pierné écrit à Mel Bonis : « J'ai fait l'exquise connaissance de votre Mélisande, dont j'ai apprécié la grâce mélancolique et la jolie écriture pianistique. Je vous félicite de tout cœur et c'est en toute sincérité que je signalerai cette œuvre à tous ceux que je jugerai dignes de l'interpréter ».

## Discographie
- Mel Bonis, pièces pour piano, par Lioubov Timofeïeva, Voice of Lyrics C341, 1998 (BNF 38529839)
- Mel Bonis 1858-1937 Piano works, Veerle Peeters (piano), Et'Cetera, 2010.
- Femmes de légende, par Maria Stembolskaia (piano), Ligia Digital LIDI 0103214-10, 2010, (OCLC 718391726)
- En dehors, Kyra Steckeweh (piano), 2015 (OCLC 971261237)

## Sources
: document utilisé comme source pour la rédaction de cet article.
- Étienne Jardin, Mel Bonis (1858-1937) : parcours d'une compositrice de la Belle Époque, 2020 (ISBN 978-2-330-13313-9 et 2-330-13313-8, OCLC 1153996478, lire en ligne).
- (fr + de + en) Eberhard Mayer et Christine Géliot, Œuvre pour piano, vol. 1 : Femmes de Légende, Kassel, Furore Verlag, 2003, 56 p. (ISMN 9790500129189).